# Onela
Onela fue un caudillo vikingo, rey de Svealand, Suecia en la Era de Vendel (siglo VI). Era hijo del rey Ongentheow y hermano de Ohthere según el poema épico Beowulf. Usurpó el trono de los suiones tras la muerte de su hermano, obligando a sus sobrinos Eanmund y Eadgils a buscar refugio en la corte de Heardred, rey de los gautas, desencadenando la segunda guerra entre suiones y gautas, que acabó con la muerte de Eanmund y Heardred, aunque también murió Onela en manos de Eadgils en la batalla en el lago helado de Vänern y así Eadgils recuperaría el trono sueco con ayuda de Beowulf.
En la mitología escandinava aparece un rey llamado Áli (que es la forma en the nórdico antiguo para Onela, también conocido como Ole, Åle o Ale), apodado hinn Upplenzki ("de Oppland").

## Etimología
El nombre procede del protonórdico *Anula (diminutivo con el sufijo l añadido a *Anu-, o directamente de un apelativo *anuz, que significa "ancestro").

## Beowulf
En el poema Beowulf, Onela juega un protagonismo central en las guerras entre suiones y gautas. Onela y su hermano Ohthere eran hijos del rey Ongenþeow. A la muerte del rey gauta Hreðel, Onela y Ohthere aprovecharon para atacar Götaland iniciando las sucesivas guerras:
| Þa wæs synn and sacu Sweona and Geata, ofer wid wæter wroht gemæne, here-nið hearda, syððan Hreðel swealt, oððe him Ongenþeowes eaferan wæran frome fyrd-hwate, freode ne woldon ofer heafo healdan, ac ymb Hreosna-beorh eatolne inwit-scear oft gefremedon. | Hubo disturbios y lucha entre suecos y gautas a lo ancho de las aguas; surgió la guerra, dura batalla y horror, cuando murió Hrethel, y la descendencia de Ongentheow creció entusiastas de la lucha, atrevidos, tampoco se libraron los mares pacto de paz, pero empujaron sus huestes por Hreosnabeorh acosado por el odio. |  |

La guerra finalizó con la muerte de Ongenþeow.
En el poema aparece implícita la usurpación del trono por Onela que eventualmente fue rey de los suiones, y que los hijos de Ohthere escaparon buscaron refugio en el territorio de los gautas, donde gobernada Heardred, sucesor de Hygelac. Onela atacó a los gautas y en el campo de batalla uno de sus campeones llamado Weohstan mató a Eanmund y a Heardred, tras lo cual regresó a su reino.
Eadgils sobrevivió y con ayuda de Beowulf, ayudó a vengar a Eanmund y su rey, matando a Onela.
Una modificación en la línea 62 del poema, presenta Onela como yerno del rey de Dinamarca, Healfdene, pero sin más pruebas no deja de ser una conjetura.

## Sagas nórdicas
Las amargas diferencias entre Eadgils y Onela también están presentes en la tradición escandinava. Las sagas nórdicas son versiones noruegas de leyendas escandinavas, y Onela se presenta como Áli de Uppland, y es un rey noruego en Ynglingatal. A Eadgils (Aðils) se le llama el enemigo de Onela (Ála dólgr). Ála es el genitivo de Áli:
| Þat frá ek enn, at Aðils fjörvi vitta vettr um viða skyldi, ok dáðgjarn af drasils bógum Freys áttungr falla skyldi. Ok við aur œgir hjarna bragnings burs um blandinn varð; ok dáðsæll deyja skyldi Ála dólgr at Uppsölum. | Brujos y demonios, he oído dicen los hombres, Se llevaron la vida de Adils. El hijo de los reyes de la gran raza de Frey, Primero en la refriega, la lucha, la persecución, Cayó de su corcel su grumoso cerebro Yace mezclado con fango en las llanuras de Upsal. Esa muerte (sombrío destino lo ha querido) Ha golpeado el mortal enemigo de Ole [Onela]. |  |

Según Skáldskaparmál, un compendio de Snorri Sturluson, y el sumario en latín de Arngrímur Jónsson de la saga Skjöldunga, la batalla se ha tratado con mucho más detalle que en Beowulf. Snorri cita brevemente primero a Kálfsvísa:
| Ali Hrafni, es til íss riðu, en annarr austr und Aðilsi grár hvarfaði, geiri undaðr. | Áli cabalgó a Hrafn, Ellos quienes cabalgaron sobre el hielo: Pero otro, al sur, Bajo Adils, el de color gris, vagaba, herido con la lanza. |  |

Snorri cita que Aðils estaba en guerra con un rey noruego llamado Áli. Aðils estaba casado con Yrsa, madre de Hrólfr Kraki (Hroðulf) y envió una embajada a Hrólfr solicitando ayuda para luchar contra Áli. A cambio recibiría tres valiosos regalos como recompensa. Hrólfr estaba en guerra contra los sajones y no podía venir personalmente pero envió a sus doce berserkers, entre ellos Bödvar Bjarki. Áli murió en el campo de batalla, y Aðils tomó el yelmo de Áli, llamado jabalí de batalla y su caballo "Raven". Los berserkers pidieron tres libras de oro para cada uno como pago, y también poder elegir los tres regalos prometidos a Hrólfr, que eran las dos piezas de la armadura que nada podía cortar, el yelmo y una cota de malla herencia de Finn de Frisia. También el famoso anillo Svíagris. Aðils consideró el pago exagerado y se negó.
En la saga Ynglinga, Eadgils luchó feroces batallas contra el rey noruego Áli hinn upplenzki. Luchó sobre el lago helado llamado Vänern, donde murió Áli y triunfó Adils. Snorri incide que la saga Skjöldunga menciona ampliamente este hecho, y que Adils tomó a Hrafn (Raven), el caballo de Áli.
La saga Skjöldunga se ha perdido pero en el siglo XVI, Arngrímur Jónsson salvó una parte de la información en latín:
Hubo animosidad entre Adils de Suecia y el rey noruego Áli de Uppland. Ambos decidieron luchar sobre el hielo del lago Vänern. Adils ganó y tomó su yelmo, cota de malla y su caballo.